# Spoorlijn 146 (Tsjechië)
Spoorlijn 146 is een 26 kilometer lange spoorlijn in het westen van Tsjechië. De lijn loopt van de districtshoofdstad Cheb naar Luby. De eerste vijf kilometer van het traject deelt spoorlijn 146 met lijn 140, die van Cheb naar Chomutov loopt.
De opening van de door de Oostenrijkse Staatsspoorwegen gebouwde lijn vond plaats op 30 juni 1900.